# Orthodera gunni
Orthodera gunni är en bönsyrseart som beskrevs av Le Guillou 1841. Orthodera gunni ingår i släktet Orthodera och familjen Mantidae. Inga underarter finns listade i Catalogue of Life.